# Obrestad fyr
Obrestad fyr ligger ved Obrestad i Hå kommune i Rogaland fylke i Norge. Fyret blev sat i drift i 1873. I de 30 første år fyret var i drift var lyskilden en oliebrænder med væge.
I 1902 blev den udskiftet med en petroleumsglødebrænder som gav et langt stærkere lys. I 1916 blev fyret elektrificeret og der blev da også monteret tågesignal på fyret.
Under anden verdenskrig var fyret en del av tyskernes forsvarsanlæg, og der blev bygget et udkigstårn på bygningen og bunkerer rundt omkring. Mange af disse kan ses i dag. I årene 1949 og 1950 blev der bygget en ny fyrvogterbolig, samtidig blev fyret moderniseret. I 1991 blev det automatiseret og affolket. I 1998 blev det fredet efter lov om kulturminner.
Fyret ligger kun få hundrede meter fra Hå gamle præstegård.

## Eksterne kilder og henvisninger
- Wikimedia Commons har flere filer relateret til Obrestad fyr
- Obrestad fyr på Riksantikvarens hjemmeside kulturminnesok.no
- Om Obrestad fyr på Store Norske Leksikon
- Obrestad fyr på Norsk Fyrhistorisk Forenings websted